# Stadio Renato Dall'Ara
Stadio Renato Dall'Ara er den største sportsfacilitet i den italienske by Bologna. Det er opkaldt efter Renato Dall'Ara, præsidenten i Bolognas fodboldklub, der døde tre dage før den den afgørende playoff-kamp om mesterskabet i 1963-1964 mod Inter. Stadionet lægger i dag græs til Bolognas hjemmekampe i Serie A.